# Амесдорф
Амесдорф (нем. Amesdorf) — община в Германии, в земле Саксония-Анхальт.
Входит в состав района Зальцланд. Подчиняется управлению Штасфурт. Население составляет 812 человек (на 31 декабря 2006 года). Занимает площадь 11,91 км².